# Нуби, Жуниор
Фоцо Жуниор Нуби (фр. Fotso Junior Noubi; род. 20 июня 1999, Либревиль) — габонский футболист, вратарь клуба «Фужер» и национальной сборной Габона.

## Карьера
Воспитанник футбольной академии габонского клуба «Мунана». В 2018 году футболист стал игроком основной команды клуба. В июле 2018 года футболист перешёл в французский клуб «Сен-Назер». Провёл за клуб 3 матча в чемпионате. 
В июле 2019 года футболист перебрался в французский клуб «Шоле», где сначала был игроком второй команды. Через сезон присоединился к основной команде клуба, однако оставался в роли резервного вратаря. В конце сезона 2021 года футболист покинул клуб, так и не сыграв ни матча.
В июне 2021 года футболист перешёл в французский клуб «Ванн». Дебютировал за клуб 25 сентября 2021 года в матче против клуба «Сен-Мало». В клубе футболист выступал в роли резервного вратаря на протяжении 2 сезонов, проведя за это время суммарно 8 матчей. Летом 2023 года футболист покинул клуб. 
В июле 2023 года футболист на правах свободного агента перешёл в французский клуб «Фужер». Дебютировал за клуб 26 августа 2023 года в матче против клуба «Эрге-Габерик».

## Международная карьера
В октябре 2020 года получил вызов в национальную сборную Габона. Дебютировал за сборную 2 января 2022 года в товарищеском матче против сборной Буркина-Фасо.